# Roy Lichtenstein

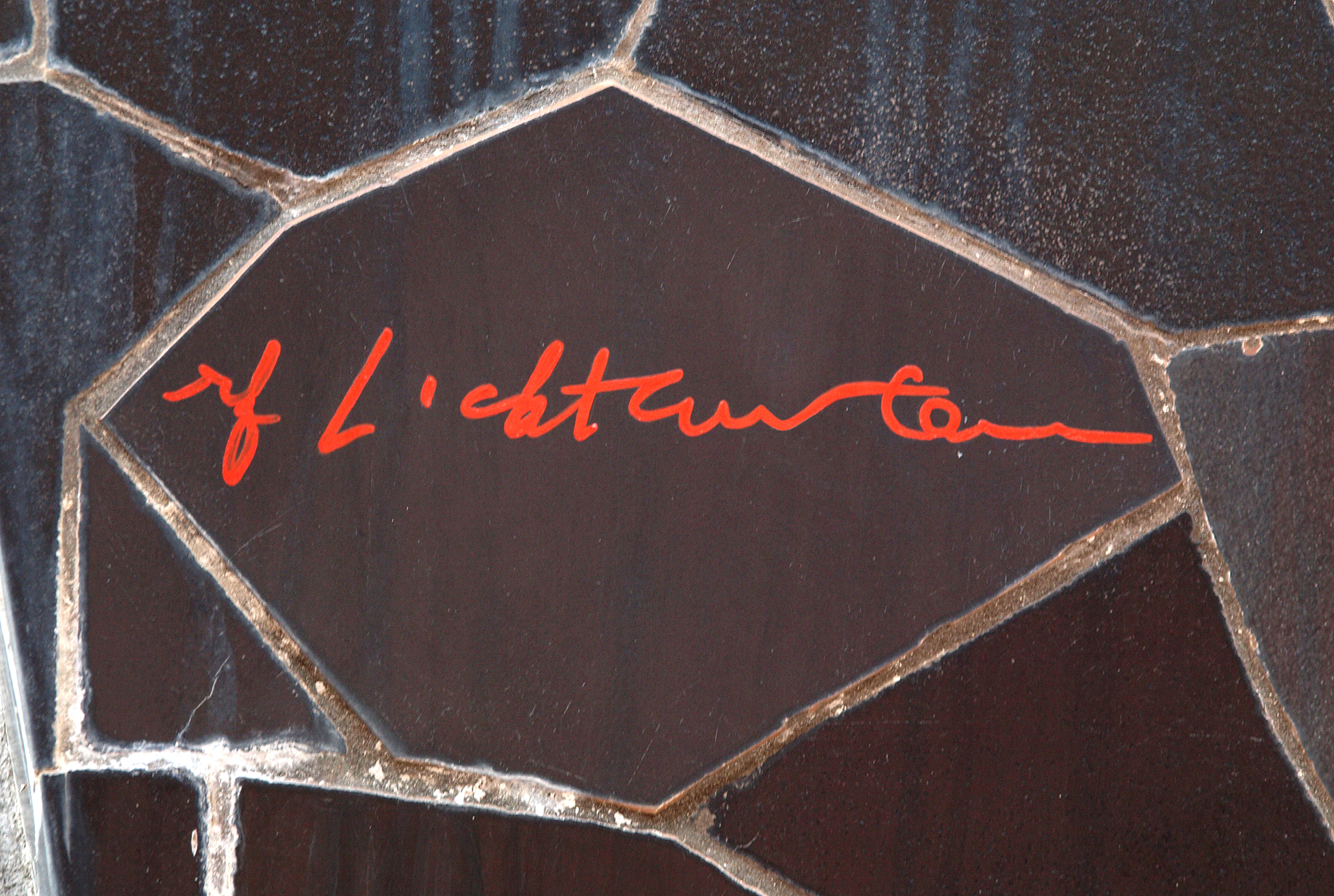
Signatuur op La Cara in Barcelona

Roy Lichtenstein (New York, 27 oktober 1923 – aldaar, 29 september 1997) was een Amerikaans popartkunstenaar. Zijn werken zijn vooral bekend vanwege de aan cartoons herinnerende afbeeldingen met felle, veelal primaire kleuren omlijnd door vette zwarte contouren. Hij maakte schilderijen, litho's en beelden. In de jaren '60 werd hij, met collega-kunstenaars als Andy Warhol, Jasper Johns en James Rosenquist gezien als pionier in de popart, waarbij zijn schilderijen bedoeld waren als parodieën op de stijl van Amerikaanse comics. 

## Leven en werk
Lichtenstein werd geboren in New York, in een welgesteld joods gezin. Zijn moeder, Beatrice Werner, geboren in New Orleans, was een begaafd pianiste en later huisvrouw. Zijn vader Milton, geboren in Brooklyn, was een vastgoedmakelaar. Na zijn schoolopleiding volgde hij zomercursussen schilderen aan de befaamde Art Students League of New York, gevolgd door een studie aan de Ohio State University. Na van 1943 tot 1946 dienst te hebben gedaan in het leger, ging hij terug naar Ohio om daar zijn mastergraad te behalen en les te geven.

### Jaren vijftig
In 1951 kwam Lichtenstein terug in New York en gaf daar zijn eerste solotentoonstelling. Hij bleef ook lesgeven, in het begin aan het New York State College of Education en later aan het Douglas College, een onderdeel van de Rutgers University in New Jersey.
Gedurende de jaren vijftig heeft Lichtenstein basistechnieken van het abstract expressionisme gebruikt. Hij gebruikte voor zijn creaties thema’s als cowboys, indianen en papiergeld.

### Jaren zestig
In 1961 begon hij strips en stripfiguren te gebruiken, waarmee hij beroemd is geworden. Flatten ... sandfleas is het eerste belangrijke voorbeeld van deze nieuwe stijl. Het schilderij Whaam! uit 1963 is hiervan het bekendste voorbeeld. Het schilderij Takka Takka (1962) lokte discussie over oorlogsverheerlijking uit. Een kunstenaar die van invloed was op zijn stijl is Fernand Léger.
Lichtenstein gebruikte vaak rood, geel en blauw als kleurenschema, vaak met dikke zwarte lijnen. Soms gebruikte hij ook groen. Hij gebruikte vaak stippen (raster dots), zoals de rasterpunten die men in krantenfoto's en goedkope strips ziet, waardoor zijn schilderijen de typische striplook kregen. Hij beeldde dingen uit de consumptiemaatschappij af, gewoon zoals ze waren. Hij was niet tegen de consumptiemaatschappij maar geloofde dat deze zichzelf wel belachelijk zou maken als hij de dingen die symbool stonden voor deze maatschappij zo nauwkeurig mogelijk afbeeldde.
Vanaf 1962 ging hij meer naar werken van Picasso, Mondriaan en Monet kijken voor inspiratie voor zijn werk. Halverwege de jaren zestig ging hij zonsondergangen en landschappen schilderen in zijn inmiddels bekende stijl.

### Late jaren
Zijn meeste werk bleef geïnspireerd op advertenties en op striptekeningen, die hij zelf beschreef als "zo kunstmatig mogelijk". De striptekeningen vergrootte hij zeer sterk uit, zodat zelfs de in een strip gedrukte egale kleuren als stippen op het schilderij verschenen. Hij ging ook monumentale beelden maken in staal die in verschillende steden werden opgesteld: Barcelona, Madrid, Yale, Washington D.C., New York.
In 1997 overleed Lichtenstein in de New Yorkse wijk Manhattan aan een longontsteking. Zijn laatste voltooide project was het ontwerp van een logo voor Dreamworks Records.

## Werk in openbare collecties (selectie)
- Museum Boijmans Van Beuningen, Rotterdam[2]
- Stedelijk Museum Amsterdam
- Moco Museum, Amsterdam

## Afbeeldingen

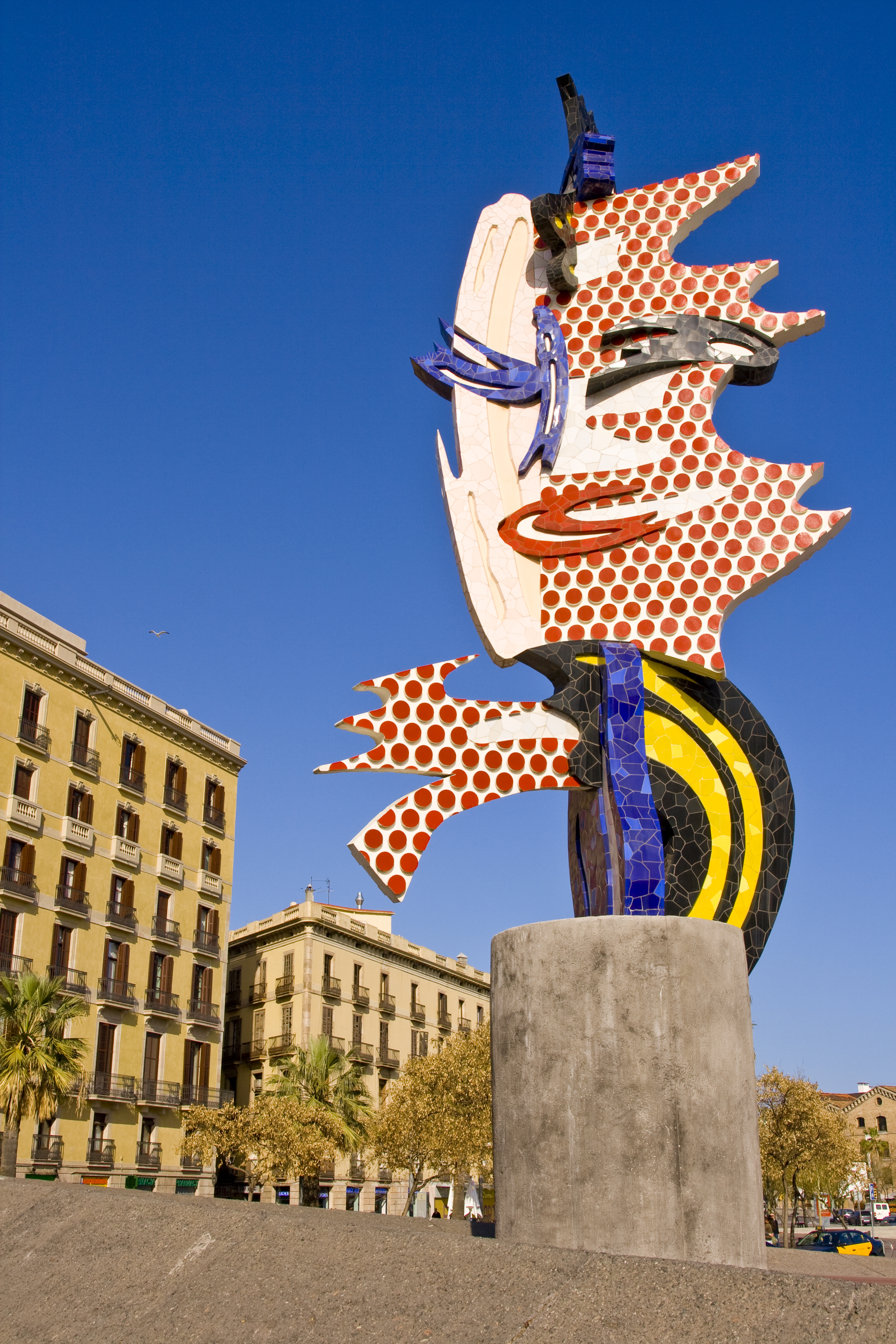
Head (1992), Barcelona
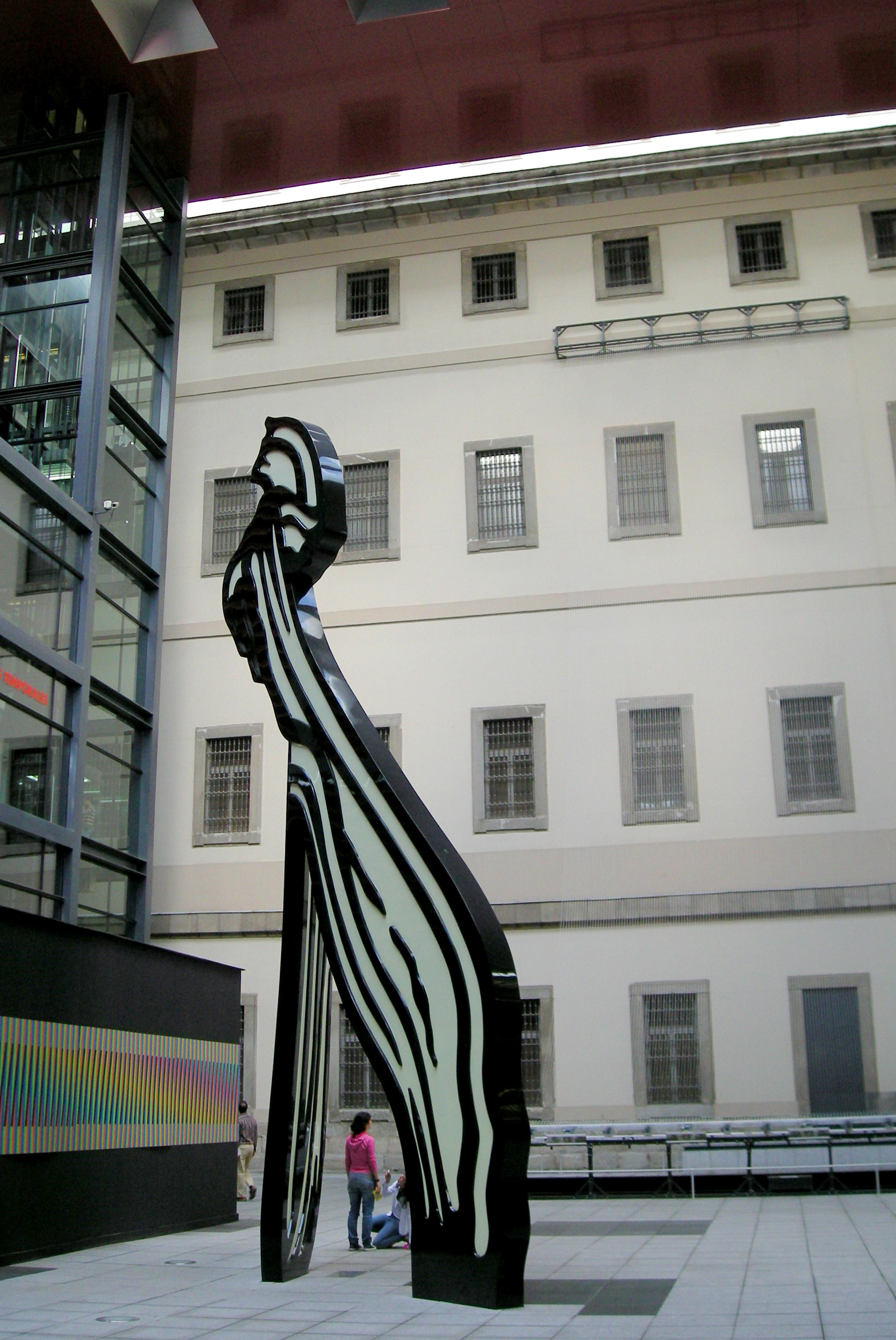
Brushstroke (1996), Museo Nacional Centro de Arte Reina Sofia, Madrid